# شيكاغو سن-تايمز
شيكاغو سن-تايمز ( بالإنكليزية: Chicago Sun-Times ) صحيفة يومية أمريكية تُنشر في ولاية إلينوي بالولايات المتحدة الأميريكية . الصحيفة تعتبر من أقدم الصحف التي ما زال نشرها وطباعتها مستمراً في المدينة. من أشهر من يكتب في الصحيفة الناقد السينيمائي روجر إيبرت . من أشهر ما نشرته الصحيفة ما وقع من فساد إداري وأخذ مفتشي المدينة الصحيين لرشوات من ملاك نادي ذي مراج تافيرن عام 1977.

## روابط خارجية
- شيكاغو سن-تايمز على موقع الموسوعة البريطانية (الإنجليزية)
- شيكاغو سن-تايمز على موقع روتن توميتوز (الإنجليزية)